# Wagon Mound
Wagon Mound és una població dels Estats Units a l'estat de Nou Mèxic. Segons el cens del 2000 tenia 369 habitants.

## Demografia
Segons el cens del 2000, Wagon Mound tenia 369 habitants, 172 habitatges, i 99 famílies. La densitat de població era de 141,1 habitants per km².
Dels 172 habitatges en un 26,7% hi vivien nens de menys de 18 anys, en un 36% hi vivien parelles casades, en un 18% dones solteres, i en un 42,4% no eren unitats familiars. En el 36% dels habitatges hi vivien persones soles el 18% de les quals corresponia a persones de 65 anys o més que vivien soles. El nombre mitjà de persones vivint en cada habitatge era de 2,15 i el nombre mitjà de persones que vivien en cada família era de 2,81.
Per edats la població es repartia de la següent manera: un 23,3% tenia menys de 18 anys, un 6,5% entre 18 i 24, un 22,5% entre 25 i 44, un 24,4% de 45 a 60 i un 23,3% 65 anys o més.
L'edat mediana era de 43 anys. Per cada 100 dones de 18 o més anys hi havia 92,5 homes.
La renda mediana per habitatge era de 17.273 $ i la renda mediana per família de 21.667 $. Els homes tenien una renda mediana de 20.357 $ mentre que les dones 16.964 $. La renda per capita de la població era de 10.459 $. Aproximadament el 23,8% de les famílies i el 22,8% de la població estaven per davall del llindar de pobresa.

## Poblacions més properes
El següent diagrama mostra les poblacions més properes.